# Sirdar
Sirdar (arabo egiziano: سردار), variante del persiano Sardar, era il titolo che in Egitto, durante l'occupazione britannica, era assegnato al comandante in capo britannico dell'esercito egiziano controllato dai britannici dal 1883 al 1937.
Il primo uso della parola sardar o sirdar in lingua inglese risale al 1595. La parola originaria in persiano era "sardar" ed era utilizzata anche in lingua hindi e in lingua urdu.

## Storia

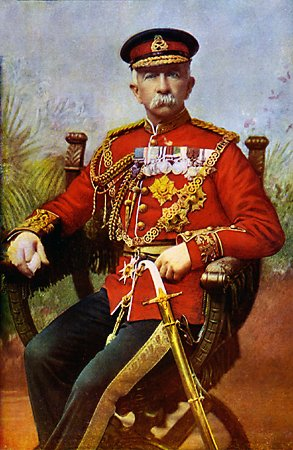
Henry Evelyn Wood primo Sirdar d'Egitto

Durante l'occupazione dell'Egitto del 1882 da parte delle truppe britanniche guidate dal maresciallo Garnet Joseph Wolseley, l'esercito egiziano venne sconfitto nella battaglia di Tell al-Kebir, che mise fine alla rivolta nazionalista di Urabi ristabilendo l'autorità del chedivè con l'esercito egiziano ricostruito sotto il comando di ufficiali britannici e il comandante in capo britannico aveva il titolo di Sirdar, il primo dei quali è stato il tenente generale del British Army Henry Evelyn Wood. Sia Wood che il suo successore, il maresciallo Grenfell, successore di Wood a partire dal 1885 furono impegnati nella guerra mahdista. 
Nel 1892 venne nominato Sirdar il maresciallo Horatio Herbert Kitchener che sconfisse definitivamente i mahdisti nel 1898 nella battaglia di Omdurman, riconquistando il Sudan, che nel 1899 venne costituito come condominio anglo-egiziano con Kitchener che ne divenne il primo governatore generale. Nel dicembre 1899 Kitchener lasciò il suo incarico e il suo successore Francis Reginald Wingate assunse l'incarico di Sirdar e di Governatore del Sudan Anglo-Egiziano, incarichi che abbandonò alla fine del 1916 per assumere il 1º gennaio 1917 quello di Alto commissario in Egitto, succedendo in tale incarico a Henry McMahon, che aveva avuto tale incarico nel 1914, quando allo scoppio della prima guerra mondiale il Chedivato d'Egitto, stato vassallo dell'Impero ottomano venne abolito e venne costituito il protettorato britannico come Sultanato d'Egitto.
Successore di Reginald Wingate nella carica di Sirdar e di Governatore del Sudan Anglo-Egiziano fu il Maggior generale Lee Stack che venne assassinato il 19 November 1924 insieme al suo autista. In seguito all'assassinio di Lee Stacks le cariche di Sirdar e di Governatore del Sudan Anglo-Egiziano vennero separate e a succedere a Stacks nella carica di Governatore del Sudan Anglo-Egiziano fu Geoffrey Archer, mentre il suo successore nella carica di Sirdar fu il maggior generale Charlton Spinks ultimo Sirdar britannico dell'Egitto, che cessò dal suo incarico il 12 gennaio 1937, quando, dopo che nel 1922 era stato costituito il Regno d'Egitto, nel 1936 venne firmato il Trattato anglo-egiziano che stabiliva che il Regno Unito avrebbe sgomberato tutte le sue forze armate presenti sul suolo egiziano, con la corposa eccezione di diecimila uomini posti a protezione del Canale di Suez e delle sue sponde e inoltre il Regno Unito s'impegnava a rifornire e ad addestrare le forze armate egiziane, e a soccorrere l'Egitto in caso di guerra. Con tale trattato il comando dell'esercito egiziano veniva affidato a ufficiali egiziani. Il trattato fu firmato il 26 agosto e ratificato il 22 dicembre e stabiliva che avrebbe avuto una durata ventennale.
Dopo la rivoluzione egiziana del 1952 che ha abolito la monarchia e trasformato l'Egitto in una repubblica,  con la ristrutturazione dell'esercito egiziano, il grado è stato sostituito nel 1958 con il grado di Farīq 'awwāl (arabo: فريق أول), traducibile con primo generale o anche colonnello generale o anche generale d'armata.

## La sede
Il sirdar aveva la sua sede presso la Sirdaria, un edificio di tre blocchi a Zamalek, un quartiere del Cairo, che era anche la sede dell'intelligence militare britannica in Egitto.

## Lista dei sirdar britannici dell'Egitto
|  | Sir Evelyn Wood      | 21 dicembre 1882-aprile 1885   |
|  | Lord Grenfell        | aprile 1885-aprile 1892        |
|  | Lord Kitchener       | aprile 1892-dicembre 1899      |
|  | Sir Reginald Wingate | dicembre 1899-dicembre 1916    |
|  | Sir Lee Stack        | dicembre 1916-19 novembre 1924 |
|  | Sir Charlton Spinks  | novembre 1924-gennaio 1937     |